# Varanus kingorum
Varanus kingorum är en ödleart som beskrevs av Storr 1980. Varanus kingorum ingår i släktet Varanus och familjen Varanidae. Inga underarter finns listade i Catalogue of Life.
Arten är en liten varanödla med en längd upp till 40 cm.
Arten förekommer i regionen Kimberley (Western Australia) och i nordvästra Northern Territory i Australien. Honor lägger ägg. Denna ödla lever i klippiga regioner med glest fördelad växtlighet. Den gömmer sig ofta i bergssprickor.
För beståndet är inga hot kända. Några exemplar kan dö av agapaddas gift när den senare ökar sin utbredning. Hela populationen anses vara stabil. IUCN listar arten som livskraftig (LC).